# Up主
Up主（英語：Uploader，直译：「上传者」，日语：／，又称：up主、up、阿婆主、UP），网络用语。起初在日本被使用，借用英语词汇的缩写。意指在视频网站、资源网站等地上传视频、音频或其他资源的人（日語：投稿者）。
在中國大陸主要指 Bilibili 平台的上传者，后产生谐音叫法“阿婆主”。与其相关的“投稿”一词也在中文弹幕视频网站作为上传的同义词被广泛使用。但是「Up主」一词在日语中并非指视频资源所有人，更近于中文中的「搬运工」。

## 衍生词汇
虚拟Up主，即使用虚拟形象在视频网站上进行投稿活动的Up主，Up主本人在投稿内容中以虚拟形象出现，例如使用Live2D来捕获表情、动作等。
另有一类“XXXUp主”，通常指经常活跃在XXX领域或有特定习惯的up主。例如，经常在评论区发布评论的Up主会被称为“评论区Up主”等；喜欢说“attention”的up主可以被称为“attention区up主”。

## 外部連結
- （页面存档备份，存于） ——NICONICO大百科中有关UP主的解释（日語）